# Rio do Salto (São Paulo)
O Rio do Salto é um rio brasileiro dos estados de São Paulo e do Rio de Janeiro. É um afluente da margem esquerda do Rio Paraíba do Sul. Apresenta 20 km de extensão e drena uma área de 100 km².
O Rio do Salto nasce na Serra da Mantiqueira, a uma altitude de 2500 m, próximo ao Pico dos Três Estados, que é a divisa dos estados de Minas Gerais, São Paulo e Rio de Janeiro. Desde sua nascente até sua foz no rio Paraíba do Sul, o rio do Salto serve de divisa entre os estados de São Paulo e Rio de Janeiro, marcando o limite entre os municípios de Queluz e Resende.